# Nicholas James Samra
Nicholas James Samra (Paterson, 15 agosto 1944) è un vescovo cattolico statunitense, dal 20 agosto 2022 eparca emerito di Newton.

## Biografia
Nicholas James Samra è nato a Paterson, nel New Jersey, il 15 agosto 1944 da George H. Samra ed Elizabeth Balady. I suoi nonni e suo padre erano immigrati negli Stati Uniti da Aleppo, in Siria.

### Formazione e ministero sacerdotale
Ha frequentato le scuole primarie e secondarie nella sua città natale. In seguito ha conseguito il Bachelor of Arts in filosofia presso il Saint Anselm's College di Goffstown. Ha poi frequentato i corsi di teologia, prima nel seminario "San Basilio" di Methuen e quindi nel seminario "San Giovanni" di Brighton terminandoli con il Bachelor of Divinity.
Il 10 maggio 1970 è stato ordinato presbitero per l'esarcato apostolico degli Stati Uniti d'America dei Melchiti. In seguito ha prestato servizio come parroco delle parrocchie greco-melchite di Los Angeles, Chicago e del New Jersey.

### Ministero episcopale
Il 22 aprile 1989 papa Giovanni Paolo II lo ha nominato vescovo ausiliare di Newton e titolare di Gerasa. Ha ricevuto l'ordinazione episcopale il 6 luglio successivo dall'arcieparca-eparca di Newton Joseph Elias Tawil, co-consacranti l'arcieparca-eparca del Santissimo Salvatore di Montréal dei Melchiti Michel Hakim e l'eparca di Nostra Signora del Paradiso di Città del Messico dei Melchiti Boutros (Pierre) Raï.
L'11 gennaio 2005 lo stesso pontefice ha accettato la sua rinuncia all'incarico. In seguito si è dedicato al lavoro accademico prestando comunque un apprezzato servizio pastorale.
Il 15 giugno 2011 papa Benedetto XVI lo ha nominato eparca di Newton. Ha preso possesso dell'eparchia il 23 agosto successivo.
Il 16 gennaio 2015 papa Francesco lo ha nominato anche amministratore apostolico sede vacante et ad nutum Sanctae Sedis di Nostra Signora del Paradiso di Città del Messico dei Melchiti. Il 20 dicembre 2019 lo stesso pontefice ha chiamato a succedergli padre Joseph Khawam.
Nell'ottobre del 2014 ha presentato l'opera "Eastern Catholicism in the Middle East Fifty Years after Orientalium ecclesiarum" alla conferenza "The Vatican II Decree on the Eastern Catholic Churches, Orientalium ecclesiarum - Fifty Years Later" organizzata dall'Istituto di studi cristiani orientali "Metropolita Andrey Sheptytsky" presso l'Università di Toronto.
Conferenziere e autore attivo, ha scritto molto sul tema dell'ecumenismo, della leadership e della gestione cristiana. Ha anche pubblicato una storia in più volumi della Chiesa cattolica greco-melchita e un libro sull'eredità dell'arcivescovo Joseph Elias Tawil.
È stato presidente dell'Associazione cattolica orientale della Conferenza dei vescovi cattolici degli Stati Uniti.
Il 20 agosto 2022 papa Francesco ha accolto la sua rinuncia all'incarico di eparca di Newton; gli è succeduto François Beyrouti, presbitero della medesima eparchia.

## Genealogia episcopale
La genealogia episcopale è:
- Vescovo Filoteo di Homs
- Patriarca Eutimio III di Chios
- Patriarca Macario III Zaim
- Vescovo Leonzio di Saidnaia
- Patriarca Atanasio III Dabbas
- Vescovo Néophytos Nasri
- Vescovo Euthyme Fadel Maalouly
- Patriarca Cirillo VII Siage
- Patriarca Agapio III Matar
- Patriarca Massimo III Mazloum
- Patriarca Clemente I Bahous
- Patriarca Gregorio II Youssef-Sayour
- Patriarca Cirillo VIII Geha
- Patriarca Demetrio I Cadi
- Cardinale Massimo IV Saigh, S.M.S.P.
- Arcivescovo Joseph Elias Tawil
- Vescovo Nicholas James Samra